# Solenobia lapidicella
Solenobia lapidicella är en fjärilsart som beskrevs av Carl Reutti 1853. Solenobia lapidicella ingår i släktet Solenobia och familjen säckspinnare. Inga underarter finns listade i Catalogue of Life.